# Михайлович, Даниел
Да́ниел Миха́йлович (серб. Данијел Михајловић / Danijel Mihajlović; 2 июня 1985, Варварин, СФРЮ) — сербский футболист, центральный защитник клуба «Ягодина».

## Карьера
Воспитанник провинциальной команды «Темнич» из города Липа. Проходил профессиональную квалификацию в «Црвене Звезде», карьеру начал со «Спартака» из Лига. Далее играл в команде «Сопот» из одноимённого города, провёл 86 встреч и 9 раз отличился. Затем играл в команде «Ягодина», показав примерно такой же результат (85 встреч и 5 игр). За «Црвену Звезду» играл с 2010 по 2012 годы, в матче с «Чукаричками» получил тяжёлую травму колена и долго восстанавливался, даже не был заявлен на сезон 2012/13. В сентябре 2012 года он вернулся в «Ягодину», подписав двухлетний контракт.